# Abyjski ulus
Der Abyjski ulus (russisch Абы́йский улу́с, auch Абыйский район, Abyjski rajon; jakutisch Абый улууһа, Abyj uluuha) ist einer der 34 Ulusse (Rajons) der Republik Sacha (Jakutien) im Norden des russischen Föderationskreises Ferner Osten.

## Geographie
Er liegt im Norden der Republik im Binnenland nördlich der kontinentalen Wasserscheide und des Polarkreises zwischen den Flüssen Jana und Kolyma. Er grenzt nördlich an den Allaichowski ulus und südlich an den Momski ulus. Der Abyjski ulus wird von Südwesten nach Nordosten von der über 1700 km langen Indigirka durchflossen, die weit südlich im Oimjakonski ulus entspringt. An ihrem rechten Ufer liegt auch der Rajonverwaltungssitz Belaja Gora (jakutisch Ürüng Chaja).
Der Ulus hat eine Fläche von etwa 69.400 km², fast so groß wie das deutsche Bundesland Bayern.
Im Norden ist das Gelände bis auf wenige Hügel flach, im Südosten hügelig bis bergig. Die Vegetation besteht überwiegend aus Tundra, einige Flächen sind Kältewüste. Im Südosten gibt es an Berghängen Inseln von Taiga.

## Demografie
Die Einwohnerzahl hatte sich von 1959 bis 1989 annähernd verdoppelt, hat aber inzwischen wieder um mehr als ein Viertel abgenommen: 
1939 – 2984
1959 – 3169
1970 – 3691
1989 – 6228
2002 – 4750
2010 – 4425
Die Bevölkerung besteht größtenteils aus Angehörigen indigener Ethnien:
| Ethnie    | 2002     | 2002  | 2010     | 2010  |
| Ethnie    | Personen | %     | Personen | %     |
| --------- | -------- | ----- | -------- | ----- |
| Jakuten   | 3842     | 80,88 | 3541     | 80,08 |
| Ewenen    | 221      | 4,65  | 348      | 8,73  |
| Ewenken   | 58       | 1,22  | 53       | 1,20  |
| Jukagiren | 55       | 1,16  | 12       | 0,27  |
| Russen    | 515      | 10,84 | 386      | 8,73  |

## Gemeinden
Der Ulus besteht aus sechs Gemeinden: einer Stadtgemeinde (gorodskoje posselenije) und fünf Landgemeinden (selskoje posselenije) (in Jakutien als nasleg bezeichnet) mit insgesamt nur sieben Ortschaften.
In der folgenden Tabelle stehen die Bezeichnungen der gemeinden jeweils transkribiert sowie in der russischen und jakutischen Schreibweise:
| Russische Bezeichnung                                    | Jakutische Bezeichnung                                   | Einwohner (2010) | Sitz/weitere Orte/Bemerkungen                                                                  |
| -------------------------------------------------------- | -------------------------------------------------------- | ---------------- | ---------------------------------------------------------------------------------------------- |
| Stadtgemeinde                                            |                                                          |                  |                                                                                                |
| Посёлок Белая Гора Possjolok Belaja Gora                 | Ürüng Chaja böhüölek Үрүҥ Хайа бөһүөлэк                  | 2245             | Belaja Gora (Siedlung städtischen Typs; russisch Белая Гора; jakutisch Ürüng Chaja, Үрүҥ Хайа) |
| Landgemeinden                                            |                                                          |                  |                                                                                                |
| Абыйский наслег Abyjski nasleg                           | Abyj nehiliek Абый нэһилиэк                              | 544              | Abyj (russisch und jakutisch Абый), Djosku (Дёску; Djoosku, Дьооску)                           |
| Майорский национальный наслег Majorski nazionalny nasleg | Majyar nazionalnaj nehiliek Майыар национальнай нэһилиэк | 530              | Kuberganja (Куберганя; Kebergene, Кэбэргэнэ); Nationalnasleg der Ewenen                        |
| Мугурдахский наслег Mugurdachski nasleg                  | Mugurdaach nehiliek Мугурдаах нэһилиэк                   | 421              | Syagannach (Сыаганнах; Syagannaach, Сыаганнаах)                                                |
| Уолбутский наслег Uolbutski nasleg                       | Uolbut nehiliek Уолбут нэһилиэк                          | 255              | Kjong-Kjujol (Кёнг-Кюёль; Kieng Küöl, Киэҥ Күөл)                                               |
| Урасалахский наслег Urassalachski nasleg                 | Urahalaach nehiliek Ураһалаах нэһилиэк                   | 430              | Suturuocha (russisch und jakutisch Сутуруоха)                                                  |